# My Relander
My Kaisla Catharina Relander (geboren am 19. August 1998) ist eine Springreiterin aus Estland.

## Leben und sportliche Karriere
My Relander wurde in Finnland geboren und ist mit schwedisch als Muttersprache in der vorwiegend finnischsprachigen Stadt Hyvinkää (schwedisch Hyvinge) in der Region Helsinki aufgewachsen, wo sie im Alter von 4 Jahren mit dem Reiten in einer Reitschule begann. Die Familie lebte auch eine Zeit lang in Schweden, als Relander 10 Jahre alt war, zogen die Eltern Marjo und Rikard Relander mit ihr aus Hyvinkää nach Estland um.
Anders als viele ihrer Konkurrentinnen im heutigen Reitsport stammt die Finnlandschwedin Relander nicht aus einer wohlhabenden Familie mit Reitstall. Sie zog mit 16 Jahren – ohne ihre Eltern – in die Niederlande, um dort intensiv aktiven Reitsport betreiben zu können. Mit ihrer Volljährigkeit erhielt Relander die estnische Staatsbürgerschaft. Aufgrund ihrer Biographie hat Relander mehrere nationale Identitäten, finnisch, schwedisch und estnisch, aber da sie in ihrem dritten Heimatland mit dem aktiven Reitsport begonnen hatte, wollte sie auch international für Estland starten.
2014 und 2019 nahm sie an den Jugend-Europameisterschaften teil. 2024 qualifizierte sie sich für die Olympischen Sommerspiele 2024 in Paris. Sie ist damit nach Dina Ellermann (Dressur) erst die zweite Estin im olympischen Reitsport und die allererste olympische Springreiterin des Landes.